# Lilly Lindner

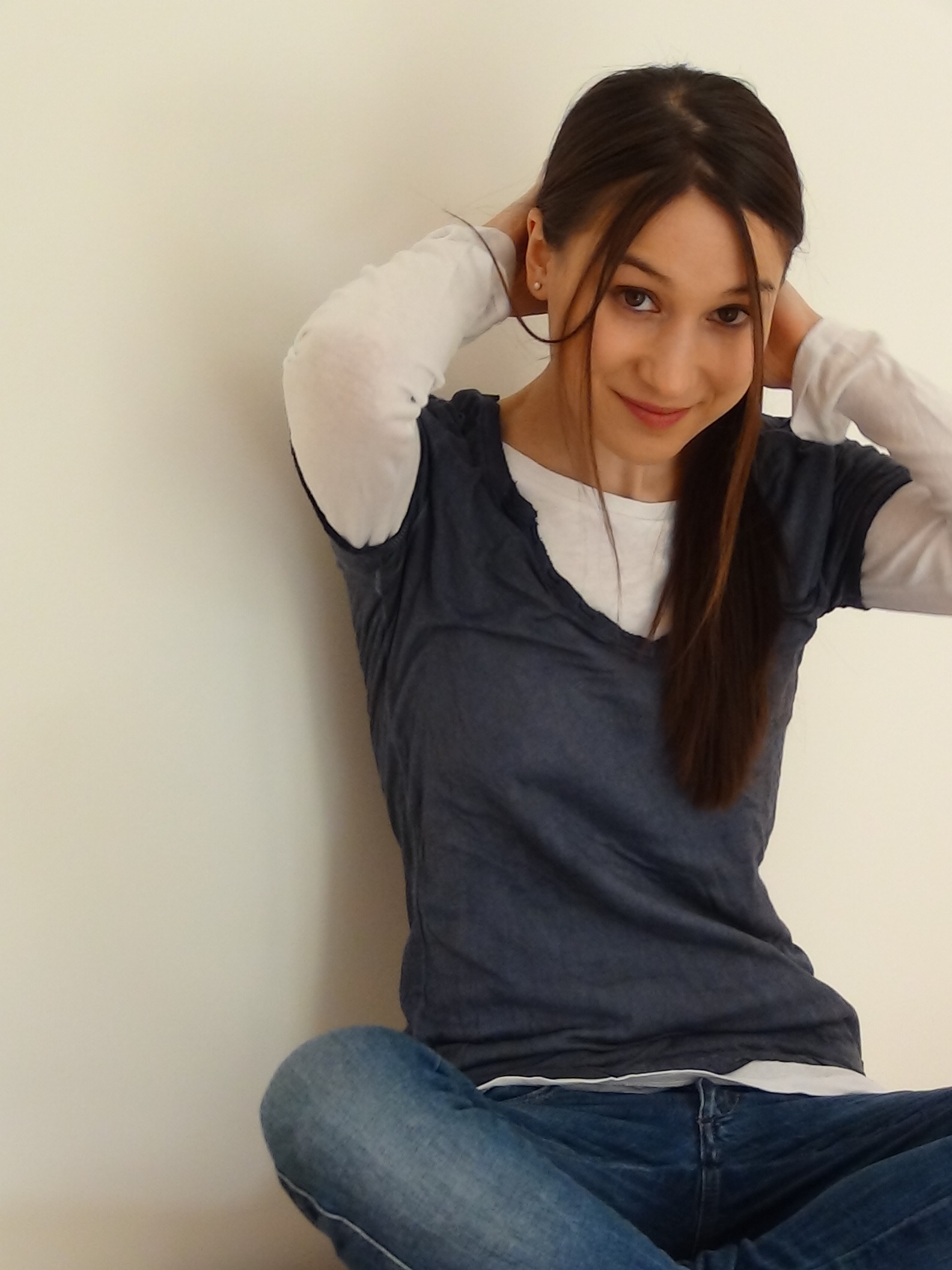
Lilly Lindner (2012)

Lilly Lindner (* 21. September 1985 in West-Berlin) ist eine deutsche Schriftstellerin.

## Leben
Lilly Lindner wurde 1985 in West-Berlin geboren. Sie ist die Tochter deutsch-koreanischer Eltern und veröffentlichte im September 2011 ihre Autobiografie, die unmittelbar nach dem Erscheinen zum Bestseller wurde.
Danach verfasste sie unter anderem die Romane Bevor ich falle und Da vorne wartet die Zeit. 2015 erschien ihr zweites autobiografisches Buch Winterwassertief im Droemer Knaur Verlag.

## Veröffentlichungen
- Shattered. Novum-Verlag, München 2008, ISBN 978-3-85022-328-7.
- Splitterfasernackt. Droemer, München 2011, ISBN 978-3-426-22606-3.
- Bevor ich falle. Droemer, München 2012, ISBN 978-3-426-22622-3.
- Da vorne wartet die Zeit. Droemer, München 2013, ISBN 978-3-426-22640-7.
- Winterwassertief. Droemer, München 2015, ISBN 978-3-426-30423-5.
- Was fehlt, wenn ich verschwunden bin. S. Fischer, Frankfurt am Main 2015, ISBN 978-3-7335-0093-1.
- Die Autobiographie der Zeit. Droemer, München 2016, ISBN 978-3-426-30540-9.

Hörbücher
- 2014: Da vorne wartet die Zeit, ABOD Verlag, ungekürzt, 5 Audio CDs, gelesen von Madeleine Sanders, ISBN 978-3-95471-156-7.
- 2019: Splitterfasernackt, Audible Studios, gelesen von Nina Reithmeier

## Rezensionen
„Ein hochintelligentes, sprachbegabtes, körperlich und seelisch schwer geschädigtes Mädchen hat ein Buch über ein ebensolches Mädchen geschrieben. Es heißt Splitterfasernackt. Und es ist erschütternd.“ (Süddeutsche Zeitung)
„An den Nervenenden einer wahren Geschichte: in Splitterfasernackt erzählt Lilly Lindner von Missbrauch, Prostitution und Magersucht. Geschrieben in einer glasklaren und welthaltigen Prosa, leistet diese Geschichte einer Verwandlung Aufklärungsarbeit.“ (Frankfurter Allgemeine Zeitung)
„Splitterfasernackt ist keine leichte Lektüre. Trotzdem werden Sie weiterlesen, gefesselt von der Sprache dieser Frau und ihrem Verstand. Und Sie werden verstehen, was Gewalt anrichtet und warum sie oft in Schweigen endet. Gut, dass Lilly ihr Schweigen gebrochen hat.“ (Brigitte)
„Lilly Lindner schreibt berührend über schwer zu Ertragendes - mit überraschenden Bildern und Wortschöpfungen.“ (Focus über Bevor ich falle)
„Ein kunstvolles, poetisches Romandebüt.“ (Brigitte über Bevor ich falle)

## Auszeichnungen
Lilly Lindners Jugendroman Was fehlt, wenn ich verschwunden bin (erschienen im S. Fischer Verlag) wurde auf der Leipziger Buchmesse 2016 von der Leipziger Jugend-Literatur-Jury zum Favoriten ernannt.

## Soziales Engagement
Lindner ist seit Sommer 2015 Botschafterin des Deutschen Kindervereins.